# Греблешты
Греблешты (рум. Grebleşti, Греблешть) — село в Страшенском районе Молдавии. Является административным центром коммуны Греблешты, включающей также село Мартинешты.

## География
Село расположено на высоте 117 метров над уровнем моря.
У села протекает река Икель.

## Население
По данным переписи населения 2004 года, в селе Греблешть проживает 627 человек (296 мужчин, 331 женщина).
Этнический состав села:
| Национальность | Число жителей | Процентный состав |
| -------------- | ------------- | ----------------- |
| молдаване      | 623           | 99.36             |
| румыны         | 2             | 0.32              |
| украинцы       | 1             | 0.16              |
| русские        | 1             | 0.16              |
| Всего          | 627           | 100%              |